# St Magnus Bay
St Magnus Bay är en vik på den nordvästra sidan av Mainland, Shetlandsöarnas huvudö, belägen mellan West Mainlands norra kust och North Mainlands (halvön Northmavine) södra kust. St Magnus Bay präglar som kustformation Mainlands nordvästra kust och har en nästan cirkulär form med en diameter på omkring 19 kilometer. I öster formar dess kust som en halvbåge med flera mindre vikar, halvöar och öar. I väst öppnar sig viken mot Atlanten. Bland de större öarna i viken är Papa Stour i sydväst, Vementry i sydöst och Muckle Roe i öst.

Shetlandsöarna med St Magnus Bay utmärk på kartan.